# NGC 689
NGC 689 је спирална галаксија у сазвежђу Пећ која се налази на NGC листи објеката дубоког неба.
Деклинација објекта је - 27° 27' 59" а ректасцензија 1h 49m 51,5s. Привидна величина (магнитуда) објекта NGC 689 износи 13,8 а фотографска магнитуда 14,6. NGC 689 је још познат и под ознакама ESO 414-5, MCG -5-5-19, AM 0147-274, IRAS 01475-2742, PGC 6724.